# Seraing
Seraing [seréng] je průmyslové město v západní Belgii, ve valonské části, v provincii Lutych. Leží asi 10 km jižně od města Lutychu a protéká jím řeka Meuse. Spolu s dalšími městy kolem Lutychu (Herstal, Saint-Nicolas, Ans, Flémalle) vytváří aglomeraci se zhruba 600 000 obyvateli. Samotný Seraing má 63 575 obyvatel (dle sčítání lidu z roku 2013). Jde o velmi průmyslové sídlo.
Hlavním průmyslovým odvětvím je od počátků průmyslové revoluce ocelářství. Slavné ocelárny Cockerill-Sambre dnes patří do koncernu ArcelorMittal. První ocelárny ve městě byly založeny roku 1809. Roku 1817 vznikla firma John Cockerill & Cie, která se stala největšími ocelárnami v Evropě. Britský průmyslník John Cockerill přišel jako první s technologií vysokých pecí. Následovaly další a další továrny, zejména strojařské, které daly vzniknout tzv. sillon industriel („průmyslová brázda“). Roku 1835 byla ve městě Cockerillovými závody vyrobena první parní lokomotiva v kontinentální Evropě a roku 1863 zde byl prvně v Evropě užit Bessemerův konvertor. Tradiční je ve městě též výroba křišťálového skla, zejména ve Val Saint Lambe, kde byla dílna založena roku 1826 v areálu starého cisterciáckého opatství. Výrobě skla se dařilo právě díky blízkosti ocelářského průmyslu. Sklářství se ve městě rozvíjí dodnes.
Archeologický průzkum odhalil na území města kostry, střepy, zbraně a šperky pocházející z 5. a 6. století, což dokazuje, že Seraing byl obýván již ve franckých časech. První písemná zmínka o městě (ve variantě názvu Seran) pochází z roku 956.